# Ljubomir Radanović
Ljubomir Radanović (Cetinje, 21. lipnja 1960.), crnogorski nogometaš koji je igrao na poziciji braniča. Ponikao je u Lovćenu iz Cetinja, a igrao je i u Partizanu, Standard de Liègeu, OGC Nicei i AC Bellinzoni. Za reprezentaciju Jugoslavije nastupio je 34 puta i postigao tri pogotka. 
Poznat je po pogotku u posljednjoj minuti kvalifikacijske utakmice (za EP 1984. u Francuskoj) protiv Bugarske na Poljudu 21. prosinca 1983. godine. Na njegov pogodak komentator Mladen Delić izgovorio je rečenicu: Ljudi, pa je li to moguće? Tim je pogotkom Radanović odveo Jugoslaviju do pobjede (3:2) i odveo ju na europsko prvenstvo. Uzvik se ustalio u svakodnevnom sportskom žargonu Hrvatske.